# Therofon elatum
Therofon elatum là một loài thực vật có hoa trong họ Saxifragaceae. Loài này được (Nutt.) Greene miêu tả khoa học đầu tiên năm 1894.